# Lee Kiefer
Lee Kiefer (født 14. juni 1994) er en amerikansk fægter, som konkurrerer i fleuretklassen. 
Hun repræsenterede USA ved sommer-OL 2012 i London, hvor hun blev udslået i kvartfinalen .
Under sommer-OL 2020 i Tokyo, som blev arrangeret i 2021 vandt hun guld i den individuelle konkurrence.
Under sommer-OL 2024 som blev afholdt i Paris, hvor hun vandt guld.